# 100年時代
「100年時代」（ひゃくねんじだい）は、NHKの音楽番組『みんなのうた』で、2020年12月・2021年1月に放送された楽曲。作詞・作曲：大木ハルミ、編曲：岩崎隆一、歌：大木ハルミ。